# Great Activity
Great Activity — шестой студийный альбом японской певицы и сэйю Наны Мидзуки, выпущенный 14 ноября 2007 года на лейбле King Records.
Диск занял второе место японского национального чарта Oricon. Было продано 66,037 копий альбома.
Два сингла из этого альбома — «Secret Ambition» и «Massive Wonders» заняли второе и четвёртое места соответственно, японского национального чарта Oricon.

## Список композиций
1. Bring it on!
  - Слова: Нана Мидзуки
  - Музыка: Мацуки Фудзи
  - Аранжировка: Elements Garden
2. Orchestral Fantasia
  - Слова: Hibiki
  - Музыка и аранжировка : Elements Garden
3. Promise on Christmas
  - Слова: Суцука Хиватари
  - Музыка и аранжировка: Хаято Танака
4. MASSIVE WONDERS
  - Слова: Нана Мидзуки
  - Музыка и аранжировка: Тосиро Ябуки
  - Вторая открывающая тема аниме Magical Girl Lyrical Nanoha Strikers
5. Take a chance
  - Слова: Тисато Нисимура
  - Музыка: Вакабаяси Такаси
  - Аранжировка: Синъя Сайто
6. ファーストカレンダー [фи: суто карэнда:]
  - Слова: Yuumao
  - Музыка и аранжировка: Дзюмпэй Фудзита (Elements Garden)
7. ラストシーン [расуто си: н]
  - Слова и музыка: Хадзимэ Мидзосита
  - Аранжировка: Цутому Охира
8. SEVEN
  - Слова и музыка: Нана Мидзуки
  - Аранжировка: Хитоси Фудзима (Elements Garden)
9. アオイイロ [аои иро]
  - Слова: Bee'
  - Музыка и аранжировка: AGENT-MR
10. TRY AGAIN
  - Слова, музыка и аранжировка: Тосиро Ябуки
11. Secret Ambition
  - Слова: Нана Мидзуки
  - Музыка: Сикура Тиёмару
  - Аранжировка: Хитоси Фудзима (Elements Garden)
  - Первая открывающая тема аниме Magical Girl Lyrical Nanoha Strikers
12. Nostalgia
  - Слова: SAYURI
  - Музыка: TLAST
  - Аранжировка: Синъя Сайто
13. Heart-shaped chant
  - Слова: Нана Мидзуки
  - Музыка и аранжировка: Elements Garden
14. Chronicle of sky
  - Слова и музыка: Сикура Тиёмару
  - Аранжировка: Elements Garden
15. Sing Forever
  - Слова: Сонода Рёдзи
  - Музыка и аранжировка: Хитоси Фудзима (Elements Garden)

## Чарты
| Чарт                 | Место | Продажи | Время в чарте |
| -------------------- | ----- | ------- | ------------- |
| Oricon Weekly Albums | #2    | 66,037  | 10 недель     |